# Athena (Schiff, 1992)

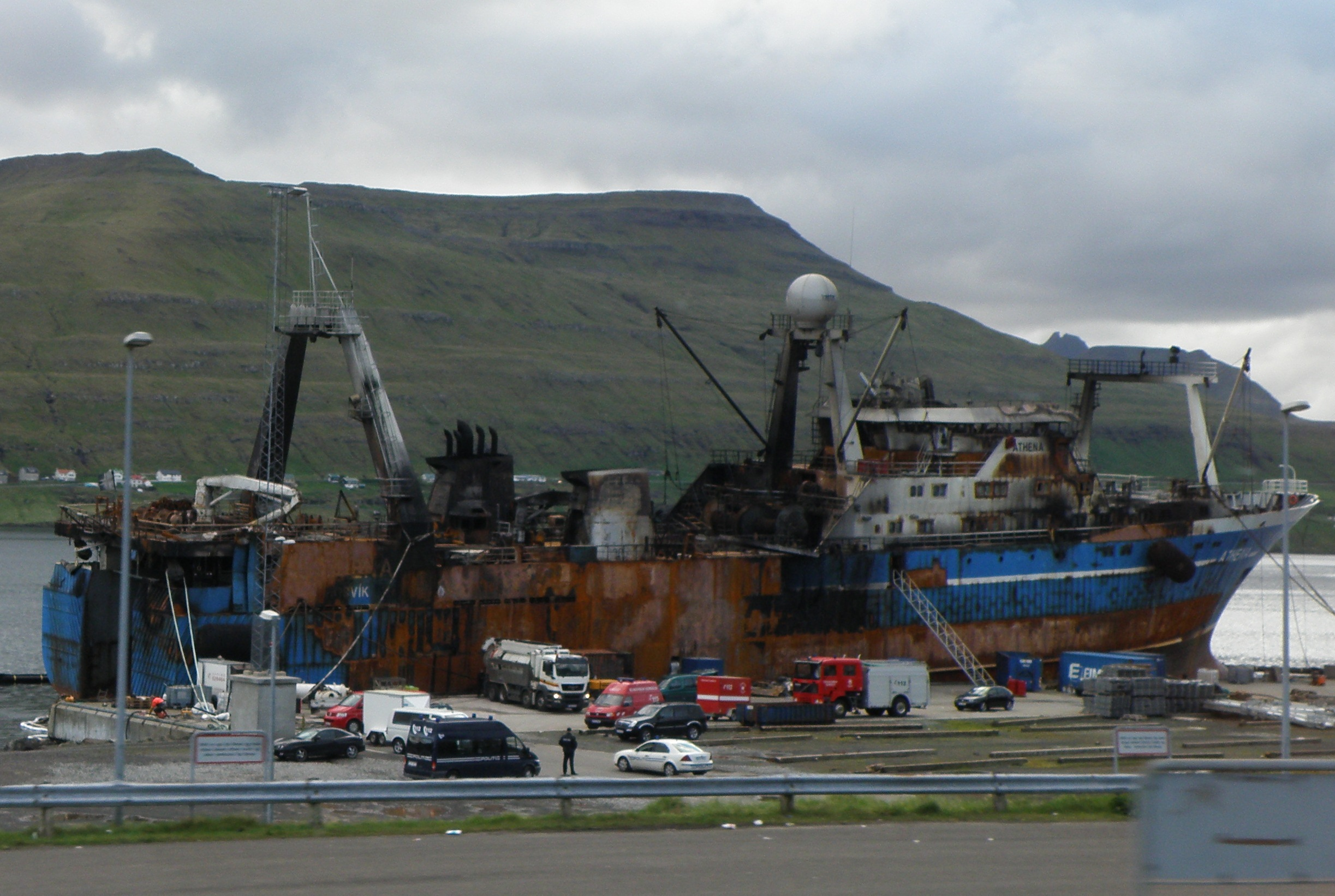
Die Athena am 14. Mai 2011, fünf Tage nach dem Brand

Die Athena war ein Fischtrawler der Reederei Ocean Group Faroes Ltd. aus Hósvík auf den Färöer. Sie wurde bekannt, als sie am 26. Oktober 2010 in der Irischen See 425 Kilometer südwestlich der Scilly-Inseln in Brand geriet. An Bord befanden sich zum Zeitpunkt des Brandausbruchs 111 Menschen.
Die Athena war ein Fabrikschiff, auf dem Fisch fangfrisch verarbeitet wird. Die 89 Meter lange Athena wurde 1992 gebaut. Auf dem Schiff kam es 2008 und 2010 zu Bränden. Vor dem Brand 2010 wurde das Schiff in einer chinesischen Werft ausgebessert.

## Geschichte

### Bau
Am 24. Februar 1989 wurde der Vertrag zum Bau des Schiffes unterzeichnet. Das Schiff wurde auf der Werft Factorias Vulcano, S.A., Vigo, mit der Baunummer 503 gebaut. Am 9. Oktober 1991 wurde es auf Kiel gelegt, der Stapellauf erfolgte am 20. Februar 1992. Zum 1. November 1992 wurde das Schiff schließlich fertiggestellt.

### Einsatz
Das Schiff wurde zunächst als Kapitan Azarkin für die Dalmoreproduct Trawlers Ltd. in Wladiwostok, Russland, in Dienst gestellt. 2001 wurde das Schiff an Laskaridis Shipping Co. Ltd. in Athen, Griechenland, verkauft und auf den Namen Athena umbenannt. Noch im selben Jahr wurde es an die südkoreanische Bergen Industries & Fishing Corporation weiterverkauft. Das Schiff wechselte 2005 erneut den Besitzer: Zunächst wurde es an Davlos Shipping Ltd. und noch im gleichen Jahr an Atlantic Wave Co. Ltd. verkauft.
In dieser Zeit wurde das Schiff in Skadi umbenannt. Später wurde es von der Ocean Group Faroes Ltd. in Hósvík erworben und wieder auf dem Namen Athena zurückbenannt. 2008 wurde der Namen des Schiffes in Athena II, 2009 wieder in Athena geändert. Das Schiff war zuletzt in Hósvík registriert.

### Brand 2010
Am 27. Oktober 2010 brach an Bord des Schiffes auf dem Weg zu einem Fanggebiet in der Irischen See rund 425 Kilometer südwestlich der englischen Scilly-Inseln ein Brand aus. Laut der Reederei war das Feuer gegen 6.20 Uhr Ortszeit in einem Lagerraum für Verpackungsmaterial ausgebrochen.
Die Rettungsaktion auf dem brennenden Schiff wurde dadurch erschwert, dass das Schiff weit vor der Küste unterwegs war. Zum nächsten größeren Küstenvorsprung von Penmarch in der Bretagne betrug die Entfernung zu Zeitpunkt des Unglücks rund 500 Kilometer. Wie die BBC am 27. Oktober 2010 meldete, hatte der Kapitän der Athena angeordnet, dass zunächst 81 Besatzungsmitglieder die Rettungsboote besteigen sollten. Die Wetterverhältnisse waren zu diesem Zeitpunkt ruhig gewesen. Weitere 17 Besatzungsmitglieder sind später in Rettungsbooten gefolgt. Die restlichen 13 Besatzungsmitglieder blieben an Bord, um das zu diesem Zeitpunkt bereits unter Kontrolle gebrachte Feuer weiter zu bekämpfen. Alle Schiffbrüchigen wurden von dem Containerschiff Vega, die auf dem Weg von Antwerpen nach Jamaika war und den Notruf der Athena empfangen hatte, gerettet und nach Falmouth gebracht. Kapitän und Besatzung der Vega wurden im Mai 2011 für den Rettungseinsatz von der Deutschen Gesellschaft zur Rettung Schiffbrüchiger (DGzRS) mit der Medaille für Rettung aus Seenot in Bronze ausgezeichnet.
Im Verlaufe des 28. Oktobers wurden speziell ausgebildete Feuerwehrleute des Fire and Rescue Service Cornwall auf die Athena eingeflogen. Zu dem Zeitpunkt war der Brand auf dem Schiff noch nicht gelöscht.
Bei der Rettungsaktion der britischen Küstenwache kam eine Dassault Falcon 50, ein Langstreckenflugzeug der französischen Marine, zum Einsatz, um einen Funkkontakt zwischen dem Ort der Rettungsaktion und dem MRCC in Falmouth herzustellen. Ein Navy-SAR-Hubschrauber wurde vom 771 Naval Air Squadron in Cornwall angefordert, nahm aber nicht an der Rettungsaktion teil. Er wurde auf den Scilly-Inseln für einen eventuellen Einsatz bereitgehalten.
Die Besatzung der Athena bestand bei dieser Fahrt aus Seeleuten aus China, Peru, Russland und skandinavischen Ländern.
Im August 2011 wurde das Schiff, das zu einem konstruktiven Totalverlust erklärt worden war, zum Abwracken nach Esbjerg in Dänemark geschleppt.